# Baume & Marpent
Die Société Anonyme Baume et Marpent war eine belgische Herstellerin von Eisenbahnmaterial, die auch im Stahlbau tätig war. Der Firmensitz war im Weiler Baume bei La Louvière.

## Geschichte
Das Unternehmen entstand 1882 aus der Vorgängergesellschaft Société Anonyme des Usines et fonderies de Baume, nachdem diese in Nordfrankreich ein neuer Produktionsstandort in Marpent gegründet hatte. Die Vorgängergesellschaft ging auf die 1853 von Clément Delbèque in Baume in der damaligen Gemeinde Haine-Saint-Pierre gegründete Société Delbèque et compagnie zurück, die 1879 in die Aktiengesellschaft Société Anonyme des Usines et fonderies de Baume umgewandelt wurde.
Die Gesellschaft war bekannt für die Fertigung von Personen- und Güterwagen. Neben Hauptkunden, wie den Belgischen Staatsbahnen und allen großen französischen Bahnen, belieferte man auch Gesellschaften in anderen europäischen Ländern. Zu den Kunden von Güterwagen gehörten beispielsweise die Bayerischen Staatseisenbahnen, die Hessische Ludwigsbahn, die Württembergischen Staats-Eisenbahnen und die Schweizerische Nordostbahn. Die Badischen Staatseisenbahnen ließen von 1897 bis 1913 mehrere Tenderbaureihen fertigen. Aber auch Bahngesellschaften in früheren Kolonien gehörten zu den Kunden des belgischen Unternehmens. Später wurden auch Diesel- und Elektrolokomotiven, wie die Belgische Reihe 201 von Baume & Marpent gebaut.
1956 wurde der französische Teil von Baume et Marpent abgespaltet. Er und wurde zur selbständigen Aciéries et Ateliers de Constructions de Marpent, die 1963 vom US-amerikanischen Unternehmen H.K. Porter übernommen wurde und von dieser Gesellschaft als  H K Porter France S.A mit dem Werk Marpent geführt wurde.
Der belgische Teil von Baume et Marpent wurde 1962 mit der Thirion-Gruppe fusioniert und wurde zur Baume, Marpent et Thirion réunis.

## Galerie

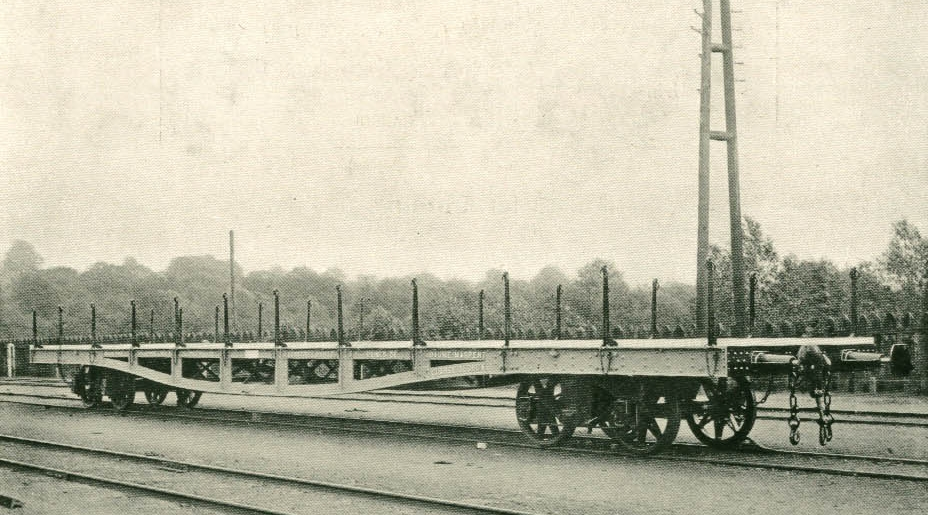
Schienentransportwagen nach Musterblatt 98A der Belgischen Staatsbahnen ab 1905
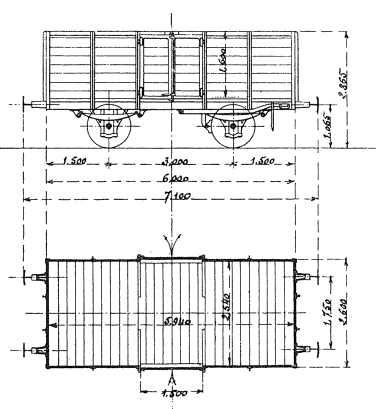
Güterwagen vom Typ HH der Französischen Ostbahn
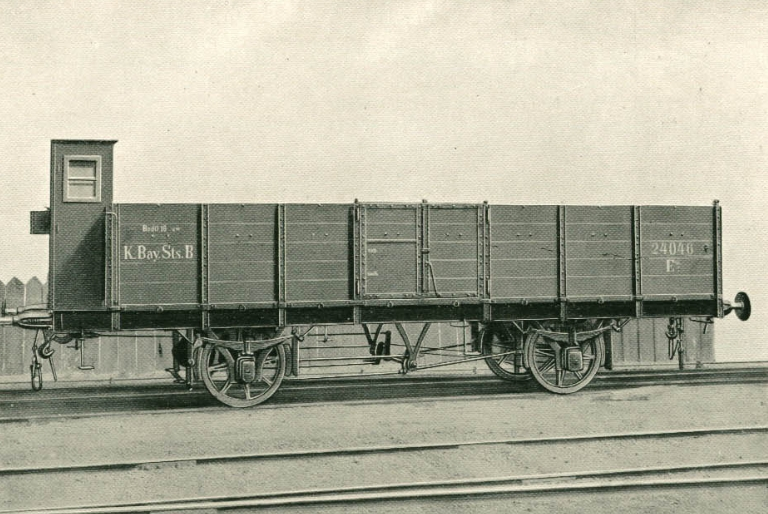
Güterwagen der K.Bay.Sts.B.
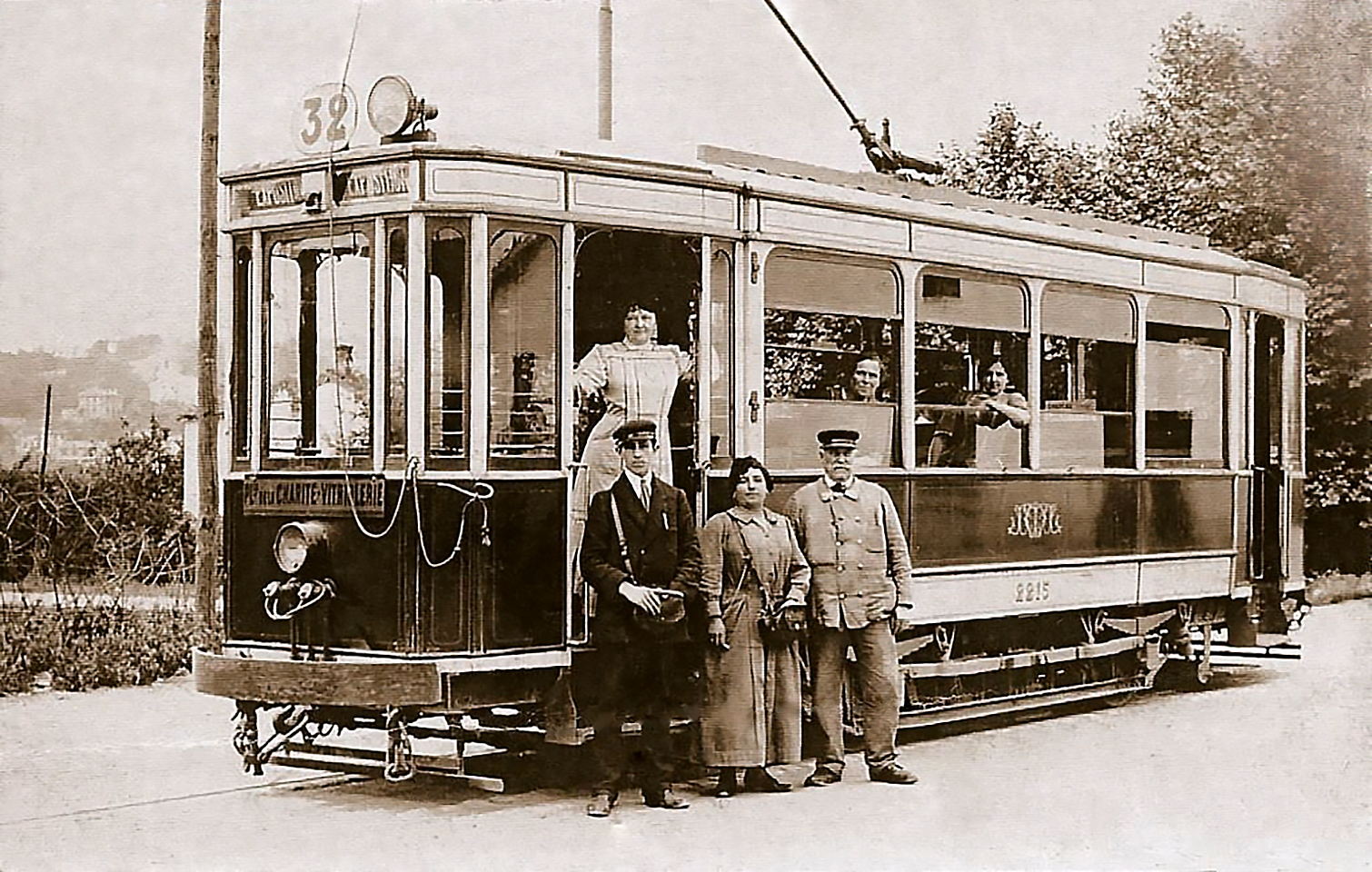
Straßenbahntriebwagen der Compagnie des Omnibus et Tramways de Lyon
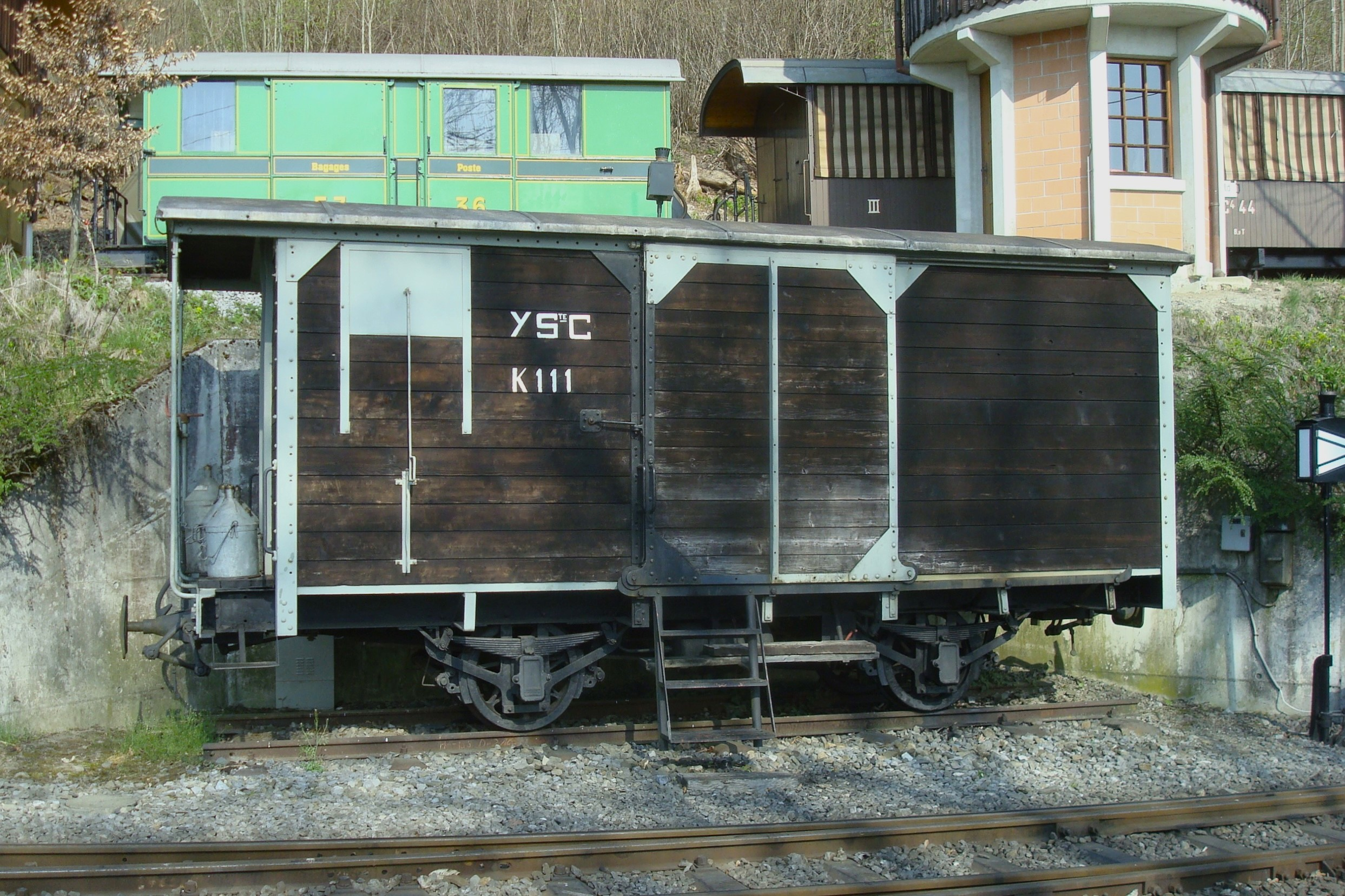
K 111 der Yverdon–Ste-Croix-Bahn, 2010
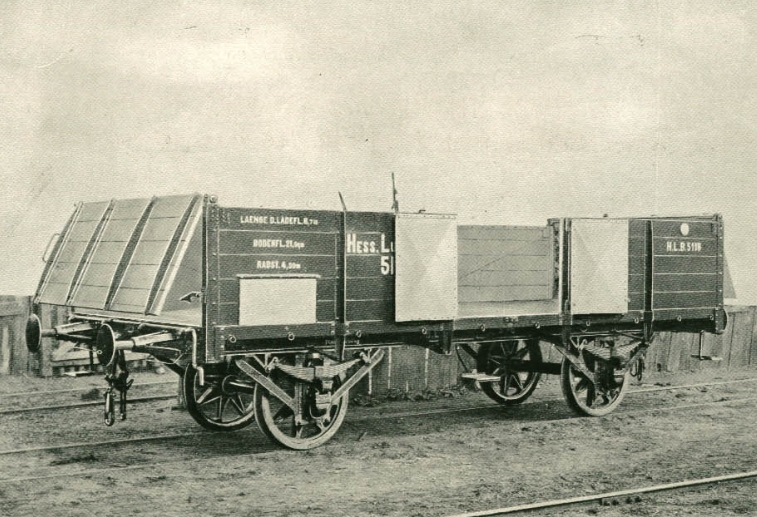
Güterwagen der Hessischen Ludwigsbahn
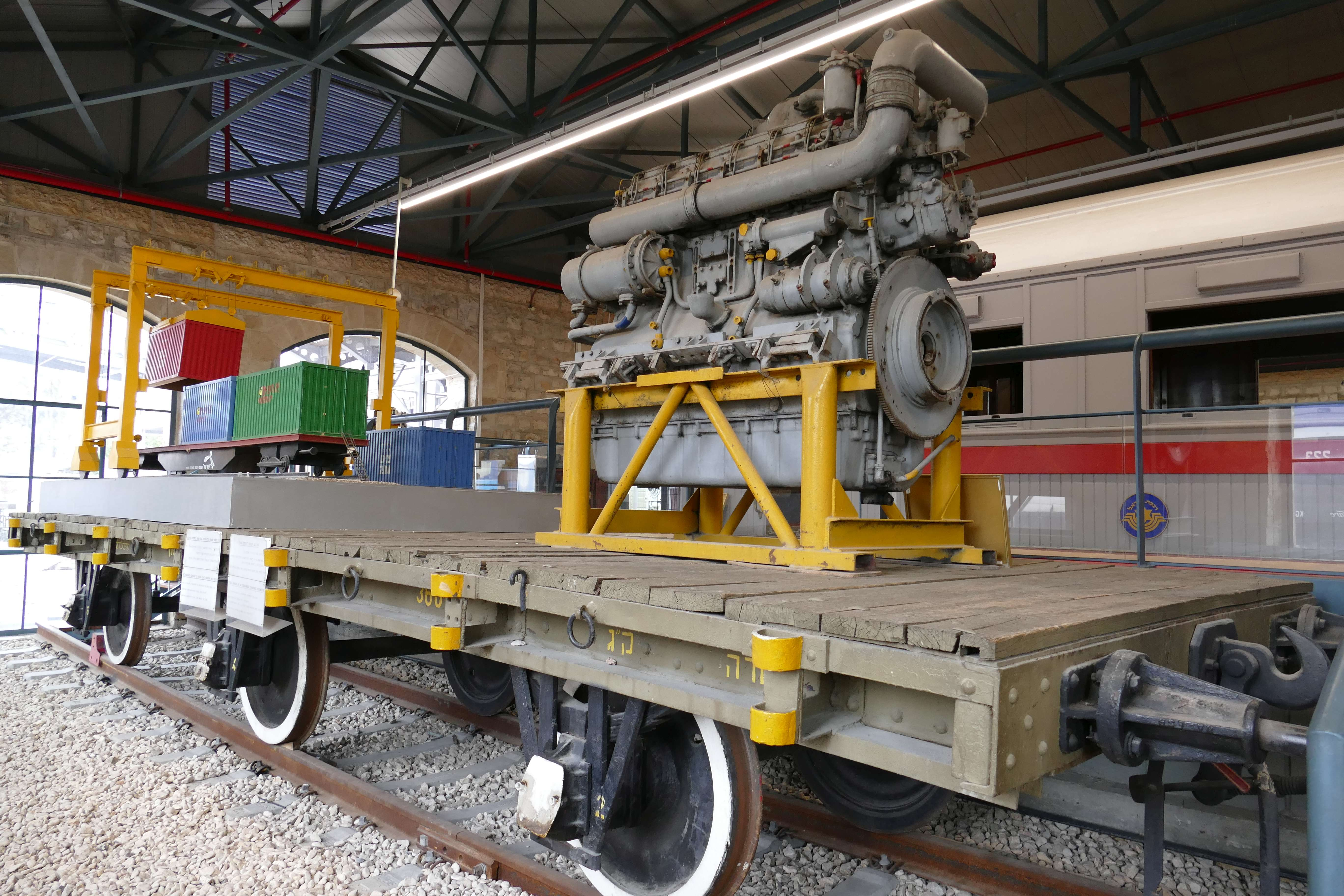
Erhaltener Flachwagen im Israelischen Eisenbahnmuseum, 2019